# 怀亚特·桑福德
怀亚特·桑福德（英語：Wyatt Sanford，1998年11月3日—），加拿大男子拳击运动员。他曾代表加拿大参加2020年和2024年夏季奥林匹克运动会拳击比赛，其中2024年奥运会获得一枚铜牌。